# 张立 (元朝)
张立，字国宝，元朝初年泰安府长清县（今山东省济南市长清区）人。
张立原为严实部下，攻打南宋江淮有功，升为百户。1258年，率兵跟随蒙哥汗攻蜀，在大获山，夺战船百余艘，率兵攻陷大获山城外堡。又攻钓鱼山有战功。1260年，跟随忽必烈北征阿里不哥。回军后，任管军总把。升任侍卫军镇抚、侍卫军千户、左卫亲军副都指挥使等职。1277年，率步卒千人转运粟米往赴和林。途经应昌时，击败酋帅畔换想要夺其资粮的侵犯。同年，升为后卫亲军都指挥使。后以年老退职。其子张圭袭职。张圭卒，子张伯潜袭职。